# Peter Hagen (Regisseur)
Peter Hagen (* 30. September 1929 in Berlin-Pankow) ist ein deutscher Filmregisseur und Drehbuchautor, der vor allem durch seine für das Fernsehen der DDR gedrehte 16-teilige Serie Das unsichtbare Visier große Bekanntheit und anhaltende Popularität erlangte.

## Leben und Wirken
Peter Hagen wurde in Berlin-Pankow geboren. Krieg- und Nachkriegswirren bedingten, dass er erst 1950 sein Abitur ablegte. Eine von seinen Eltern geschenkte Schmalfilmkamera weckte in dieser Zeit sein Interesse am Film. Zunächst begann er deshalb als Regielehrling bei der DEFA. Anschließend studierte er Theaterwissenschaften. Von Anfang an reizte ihn das zu der Zeit noch neue Medium Fernsehen, und so nahm er 1955 eine Tätigkeit beim Fernsehzentrum Berlin, dem späteren Deutschen Fernsehfunk (DFF) bzw. Fernsehen der DDR in Berlin-Adlershof auf.
Einer seiner ersten Filme mit dem Titel Startverbot – mit dem damals 30-jährigen Erik S. Klein in der Hauptrolle des Jupp – handelte von einer Gruppe junger Segelflieger in der GST. Danach entstanden Filme nach literarischen Vorlagen wie Tanzmädchen für Istanbul nach einem Buch von Hans von Oettingen, Wenn die Rosen tanzen nach einem Roman von Waleri Petrow und Abgelegt unter M nach einer Vorlage von Gerhard Jäckel. Bereits hier wurde der spätere Schwerpunkt der Arbeit von Peter Hagen deutlich: die Verfilmung von politisch-authentischen und historischen Stoffen mit spannender Erzählweise. In diesen Jahren entstand mit Hannes Trostberg (1966) auch der erste Fernsehmehrteiler von Peter Hagen. Er handelte von der Freundschaft zwischen dem Parteiarbeiter Hannes Trostberg und dem Großbauernsohn Erwin Spahn.
1969 wurde ein bedeutendes Jahr für das Fernsehen in der DDR: Der DFF begann am 3. Oktober – kurz vor dem 20. Jahrestag der Republik – mit der Ausstrahlung eines zweiten Programms und führte gleichzeitig das Farbfernsehen in der DDR ein. Das erforderte neue und andere Inhalte. Peter Hagen verfilmte dazu unter dem Titel Jede Stunde meines Lebens ein Buch von Armin Müller mit Arno Wyzniewski, Hilmar Baumann, Barbara Dittus und Helga Göring in den Hauptrollen. Dieser dreiteilige Fernsehfilm schilderte den Weg eines jungen Wehrmachtoffiziers zu einem bewussten Bürger in der DDR. Danach wandte sich Hagen wieder dem politischen Abenteuerfilm zu: 1971 drehte er Ein Mann, der sterben muß, einen Fernsehkrimi, zu dem Hagen gemeinsam mit Werner Toelcke das Buch schrieb und in dem Toelcke auch die Hauptrolle übernahm.
Mit dem Mehrteiler Das Licht der schwarzen Kerze nach einem Buch von Wolfgang Held begründete Hagen seine langjährige Zusammenarbeit mit dem Komponisten Walter Kubiczeck, der für diesen und zahlreiche weitere Filme von Peter Hagen die Musik lieferte. Diese Musik trug wesentlich zum Erfolg des Filmes bei. Das Licht der schwarzen Kerze erzählte die abenteuerliche Geschichte des Kommunisten Fred Laurenz, der eine geheime Giftgasformel der Nazis in seinen Besitz gebracht hat und den verantwortlichen Stellen in der Sowjetunion übermitteln will. Giso Weißbach spielte in diesem Abenteuerfilm die Hauptrolle. Der Film wurde von den Zuschauern mit großem Interesse aufgenommen und machte den Regisseur bei vielen Fernsehzuschauern populär.
In den Jahren 1973 bis 1979 drehte Peter Hagen seine bedeutendste Arbeit: Das unsichtbare Visier. Diese sechzehnteilige Fernsehserie entstand in Zusammenarbeit mit dem Ministerium für Staatssicherheit der DDR. In ihrem Mittelpunkt steht zunächst der Kundschafter Werner Bredebusch alias Achim Detjen – gespielt von Armin Mueller-Stahl –, der nach dem Zweiten Weltkrieg die Spur ehemaliger Nazis in der Bundesrepublik verfolgen soll. In den späteren Folgen scheidet Detjen wegen der drohenden Gefahr einer Enttarnung und nach zahlreichen erfolgreich ausgeführten Aufträgen als Protagonist aus. An seine Stelle tritt eine Kundschaftergruppe um den Rechtsanwalt Dr. Clemens – gespielt von Horst Schulze –, die die Arbeit fortsetzt. Die Serie entstand in zwei Staffeln mit mehreren Episoden, die sich jeweils über zwei oder drei Teile erstreckten. Dabei wurden jeweils die Teile einer Episode als zusammenhängendes Projekt realisiert, die dann jeweils um den Jahreswechsel herum, meist im Weihnachtsprogramm, ihre Fernsehpremiere erfuhren. Mit dem „Unsichtbaren Visier“ gelang Hagen eine Arbeit, die ihn in der DDR sehr populär machte. Auch zu dieser Serie steuerte Walter Kubiczeck die Musik bei. Gegen Ende der Serie ließ der Erfolg allerdings etwas nach. Gerade die letzte Episode zog deutliche Kritik auf sich.
So wurde der ursprünglich auch für die Serie geplante, zweiteilige Fernsehfilm Feuerdrachen 1981 außerhalb des „Unsichtbaren Visiers“ realisiert. Ungewöhnlich harsch fiel die anschließende Kritik in den DDR-Medien zu diesem Film aus. So hieß es in dem Beitrag Freundliche Gesichter auf dem Bildschirm – immer auch freundliche davor? über den Feuerdrachen: „Nicht mehr betrachtet, […], werden hier […] der mißratene Krimi-Zweiteiler »Feuerdrachen« von Peter Hagen/Michel Mansfeld [und andere Filme].“ Auch die Zeitung Neues Deutschland kritisierte den Film heftig: „Der Zuschauer wurde in ein schwer zu überblickendes Verwirrspiel gestürzt, in dem bei kaum einer Person die Motivation ihres Handelns klar war. Wenn sich die Handlung (was nicht selten passierte) wieder einmal heillos festgefahren hatte, half ein Erzähler durch Kommentarpassagen aus der dramaturgischen Not. […] Cox Habbema, Peter Reusse und Michael Gwisdek mühten sich vergeblich in unterschiedlicher Verkleidung, den Zuschauer in Spannung zu halten. Gegen die fehlende Logik in der Handlungsführung, gegen stupide Dialoge vermochten sie ebensowenig auszurichten wie die vom Regisseur reichlich eingebrachte Technik. Allerdings mangelte es hier der Regie an der nötigen Sorgfalt in der Behandlung des Details, Fehler schlichen sich die Masse ein.“ Der Film verschwand, wohl auch weil er nicht mehr ins politische Klima passte, nach der Erstausstrahlung sofort im Archiv.
Danach widmete sich Peter Hagen anderen Stoffen. So drehte er bis zum Ende des DFF 1991 unter anderem einige Filme für die Reihen Polizeiruf 110 und Der Staatsanwalt hat das Wort sowie die Fernsehserie Johanna in deren Mittelpunkt die von Ute Lubosch gespielte Berliner Straßenbahnfahrerin Johanna Rothermund stand. Bemerkenswert ist dabei noch eine seiner letzten Arbeiten für das Fernsehen der DDR: Der Polizeiruf 110 – Tod durch elektrischen Strom beschäftigte sich mit dem Thema Fahrlässigkeit bei der Planerfüllung in der DDR. Zum Zeitpunkt seiner Erstsendung – am 7. Oktober 1990, dem 41. Jahrestag der Gründung der DDR – hatte sich die Grundlage für den Stoff durch die Wende bereits erübrigt, die DDR war bereits Geschichte. Da sich der Stoff den politischen Veränderungen aber nicht anpassen ließ und um das Projekt insgesamt zum Abschluss zu bringen, beginnt der Film mit der Einblendung „Frühjahr 1989“. Auf diese Weise wurde der erste Polizeiruf, der nach der Wiedervereinigung seine Bildschirmpremiere hatte, ein echter „DDR-Polizeiruf“.
Nach der Wende wurde es ruhig um Peter Hagen. Nach dem Ende des DFF realisiert er keine weiteren Filme mehr.

## Filmografie (Auswahl)
- 1956: Der Weg nach Füssen
- 1956: Startverbot
- 1956: Nekrassow
- 1957: Der Raub der Sabinerinnen
- 1957: Mutter Courage und ihre Kinder (Theateraufzeichnung)
- 1960: Tanzmädchen für Istanbul
- 1962: Wenn ein Marquis schon Pläne macht
- 1962: Ist doch kein Wunder
- 1963: Wenn die Rosen tanzen
- 1964: Der Lord von Finkenwärder
- 1965: Abgelegt unter M
- 1966: Hannes Trostberg (dreiteilige Fernsehserie)
- 1967: Die Erben des Manifests – 50 Nelken
- 1967: Die Erben des Manifests – Unterm Wind der Jahre …
- 1967: Wolodja
- 1968: Die Leute von Karvenbruch
- 1969: Jede Stunde meines Lebens
- 1970: Folge einem Stern
- 1971: Ein Mann, der sterben muß
- 1973: Das Licht der Schwarzen Kerze
- 1973: Das unsichtbare Visier – Der römische Weg, Das Nest im Urwald, Das Wasserschloß
- 1975: Das unsichtbare Visier – Ein merkwürdiger Anschlag, Das Geheimnis der Masken
- 1975: Das unsichtbare Visier – Das Rätsel des Fjords, Depot im Skagerrak
- 1976: Das unsichtbare Visier – Mörder machen keine Pause, Sieben Augen hat der Pfau
- 1977: Das unsichtbare Visier – Der Afrikaanse Broederbond I, II und III
- 1978: Das unsichtbare Visier – King Kong Grippe I und II
- 1979: Das unsichtbare Visier – Insel des Todes I und II
- 1981: Feuerdrachen
- 1984: Heiße Ware in Berlin
- 1985: Irrläufer
- 1985: Polizeiruf 110: Verführung
- 1986: Der Staatsanwalt hat das Wort: Schuldkonto
- 1986: Polizeiruf 110: Das habe ich nicht gewollt
- 1987: Der Staatsanwalt hat das Wort: Für Elise
- 1989: Johanna
- 1990: Polizeiruf 110: Tod durch elektrischen Strom
- 1991: Polizeiruf 110: Zerstörte Hoffnung
- 1991: Der Staatsanwalt hat das Wort: Verliebt – verloren

## Belege
1. ↑  Henryk Goldberg in „Prisma - Kino- und Fernsehalmanach Nr. 14“, Henschelverlag Kunst und Gesellschaft, Berlin 1984
2. ↑  Peter Hoff: „Aufhellung eines dunklen, gefährlichen Geschäftes. „Feuerdrachen“, ein Film des Fernsehens der DDR“, in Neues Deutschland v. 24. Dezember 1981, S. 4.

| Personendaten    | Personendaten                             |
| ---------------- | ----------------------------------------- |
| NAME             | Hagen, Peter                              |
| KURZBESCHREIBUNG | deutscher Filmregisseur und Drehbuchautor |
| GEBURTSDATUM     | 30. September 1929                        |
| GEBURTSORT       | Berlin                                    |